# Abdullah ibn Omar
 (mai 2010).
Si vous disposez d'ouvrages ou d'articles de référence ou si vous connaissez des sites web de qualité traitant du thème abordé ici, merci de compléter l'article en donnant les références utiles à sa vérifiabilité et en les liant à la section « Notes et références ».
Abd Allah ibn Umar (en arabe : عَبْد الله إِبْن عُمَر) est un compagnon du prophète de l'islam Mahomet, né vers 610 et mort en 693. Son père est Umar, le deuxième calife bien guidé.

## Biographie
Abd Allah ibn Omar est né à La Mecque. À l'âge de dix ans, il se rend en compagnie de ses parents à Médine où il apprend le Coran au fur et à mesure que la révélation arrive. À 15 ans, il participe à la bataille de la Tranchée. Il participe également à la bataille d'al-Qadisiyya.
Il meurt à l'âge de 84 ans à La Mecque juste après les rituels du Hajj de l'année hégirienne 73, soit en 693 du calendrier grégorien.

## Transmetteur duhadîth
Boukhari disait que la meilleure des chaînes de transmission (Isnad) est :

« Mâlik d'après Nafî (ar) d'après `Abd Allah Ibn `Umar »

## Ses fonctions
D'après les sunnans d'At-Tirmidhi, Othmân l'a chargé des fonctions de qadi au Yémen. Alors, Abd Allah aurait dit à Othmân :

« Est-ce un châtiment que tu veux ainsi me faire subir, Ô Commandeur des croyants ? »

Othmân répliqua :

« Mais qu'appréhendes-tu de cela, puisque ton père jugeait avant toi ? »

Abd Allah reprit :

« Mon père jugeait, il est vrai, mais, s'il avait une difficulté, il s'adressait à l'envoyé de Dieu, lequel, s'il ne pouvait pas trouver la solution, la demandait à l'Ange Gabriel. Or, moi je ne trouve personne à qui m'adresser. »